# Olympische Geschichte Burundis
| Gelbes Symbol für Goldmedaillen mit stilisierten Olympischen Ringen | Graues Symbol für Silbermedaillen mit stilisierten Olympischen Ringen | Braundes Symbol für Bronzemedaillen mit stilisierten Olympischen Ringen |
| ------------------------------------------------------------------- | --------------------------------------------------------------------- | ----------------------------------------------------------------------- |
| 1                                                                   | 1                                                                     | —                                                                       |

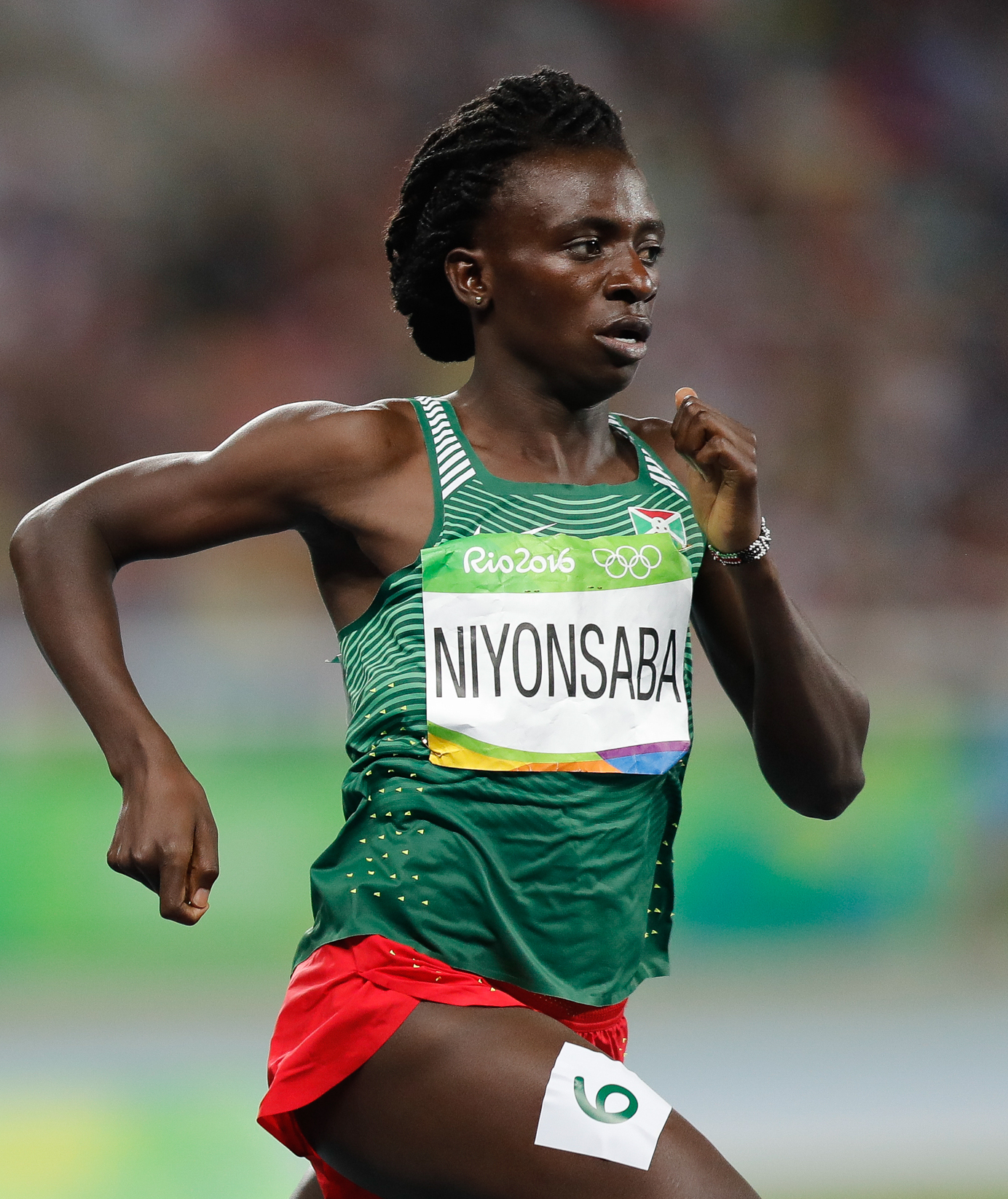
Silber in Rio 2016 über 800 m: Francine Niyonsaba

Burundi, dessen NOK, das Comité National Olympique du Burundi, 1990 gegründet und 1993 vom IOC anerkannt wurde, nimmt seit 1996 an Olympischen Sommerspielen teil. An Winterspielen nahmen bislang keine Sportler aus Landes teil.

## Übersicht
Die ersten burundischen Olympioniken waren am 28. Juli 1996 die beiden 800-Meter-Läufer Arthémon Hatungimana und Charles Nkazamyampi, die bei den Spielen von Atlanta teilnahmen. In Atlanta ging mit der 10.000-Meter-Läuferin Justine Nahimana auch die erste burundische Sportlerin an den Start. Gleich bei der ersten Teilnahme gelang der erste Medaillengewinn, der zudem auch der erste Olympiasieg war. Vénuste Niyongabo siegte am 3. August 1996 im 5000-Meter-Lauf.
Auch bei den Spielen von Sydney 2000 nahmen nur Leichtathleten teil. Die einzige Finalteilnahme gelang Aloÿs Nizigama, der über 10.000 m Neunter wurde. 2004 in Athen nahmen erstmals burundische Schwimmer teil.
In Peking 2008 blieb die burundische Mannschaft erfolglos. In London 2012 nahm zum ersten Mal ein burundischer Judoka teil. Francine Niyonsaba gelang eine Finalteilnahme im 800-Meter-Lauf, in dem sie Siebte wurde.
2016 in Rio de Janeiro erreichte die burundische Mannschaft drei Finalteilnahmen in der Leichtathletik. Über 10.000 m belegte Olivier Irabaruta Rang 27. Bei den Frauen kam Diane Nukuri über 10.000 m auf Platz 13 ins Ziel. Francine Niyonsaba gewann im 800-Meter-Lauf mit Silber die zweite olympische Medaille ihres Landes.
2020 in Tokio konnten burundische Sportler keine Medaillen gewinnen. Erstmals wurde an Wettkämpfen im Boxen teilgenommen.

## IOC-Mitglieder
Burundi stellt ein Mitglied des IOC. 2009 wurde Lydia Nsekera, Präsidentin des burundischen Fußballverbandes von 2004 bis 2013, zum IOC-Mitglied gewählt.

## Übersicht der Teilnehmer

### Sommerspiele
| Jahr      | Athleten           | Athleten           | Athleten           | Sportarten         | Sportarten         | Sportarten         | Sportarten         | Medaillen          | Medaillen          | Medaillen          | Medaillen          | Medaillen          |
| Jahr      | Gesamt             |                    |                    |                    |                    |                    |                    |                    |                    |                    | Medaillen – Gesamt | Rang               |
| --------- | ------------------ | ------------------ | ------------------ | ------------------ | ------------------ | ------------------ | ------------------ | ------------------ | ------------------ | ------------------ | ------------------ | ------------------ |
| 1896–1992 | nicht teilgenommen | nicht teilgenommen | nicht teilgenommen | nicht teilgenommen | nicht teilgenommen | nicht teilgenommen | nicht teilgenommen | nicht teilgenommen | nicht teilgenommen | nicht teilgenommen | nicht teilgenommen | nicht teilgenommen |
| 1996      | 7                  | 6                  | 1                  |                    |                    | 7                  |                    | 1                  |                    |                    | 1                  | 49                 |
| 2000      | 6                  | 5                  | 1                  |                    |                    | 6                  |                    |                    |                    |                    |                    |                    |
| 2004      | 7                  | 5                  | 2                  |                    |                    | 5                  | 2                  |                    |                    |                    |                    |                    |
| 2008      | 3                  | 1                  | 2                  |                    |                    | 2                  | 1                  |                    |                    |                    |                    |                    |
| 2012      | 6                  | 2                  | 4                  |                    | 1                  | 3                  | 2                  |                    |                    |                    |                    |                    |
| 2016      | 9                  | 5                  | 4                  |                    | 1                  | 6                  | 2                  |                    | 1                  |                    | 1                  | 69                 |
| 2020      | 6                  | 3                  | 3                  | 1                  |                    | 3                  | 2                  |                    |                    |                    |                    |                    |
| 2024      | 7                  | 4                  | 3                  |                    | 1                  | 4                  | 2                  |                    |                    |                    |                    |                    |
| Gesamt    | Gesamt             | Gesamt             | Gesamt             | Gesamt             | Gesamt             | Gesamt             | Gesamt             | 1                  | 1                  | 0                  | 2                  |                    |

### Winterspiele
| Jahr      | Athleten           | Athleten           | Athleten           | Sportarten         | Medaillen          | Medaillen          | Medaillen          | Medaillen          | Medaillen          |
| Jahr      | Gesamt             |                    |                    | Sportarten         |                    |                    |                    | Medaillen – Gesamt | Rang               |
| --------- | ------------------ | ------------------ | ------------------ | ------------------ | ------------------ | ------------------ | ------------------ | ------------------ | ------------------ |
| 1924–2022 | nicht teilgenommen | nicht teilgenommen | nicht teilgenommen | nicht teilgenommen | nicht teilgenommen | nicht teilgenommen | nicht teilgenommen | nicht teilgenommen | nicht teilgenommen |
| Gesamt    | Gesamt             | Gesamt             | Gesamt             | Gesamt             | 0                  | 0                  | 0                  | 0                  | -                  |

## Liste der Medaillengewinner

### Goldmedaillen
| Name              | Spiele       | Sportart       | Disziplin  |
| ----------------- | ------------ | -------------- | ---------- |
| Vénuste Niyongabo | 1996 Atlanta | Leichtathletik | 5000 Meter |

### Silbermedaillen
| Name               | Spiele              | Sportart       | Disziplin |
| ------------------ | ------------------- | -------------- | --------- |
| Francine Niyonsaba | 2016 Rio de Janeiro | Leichtathletik | 800 Meter |

### Bronzemedaillen
Bislang (Stand August 2024) keine Bronzemedaille

## Medaillen nach Sportart
| Sportart       | Gold | Silber | Bronze | Gesamt |
| Leichtathletik | 1    | 1      | 0      | 2      |
| Gesamt         | 1    | 1      | 0      | 2      |